# Блаце (община)
Блаце (серб. Блаце) — община в Сербии, входит в Топличский округ.
Население общины составляет 12 780 человек (2007 год), плотность населения составляет 42 чел./км². Занимаемая площадь — 306 км², из них 57,6 % используется в промышленных целях.
Административный центр общины — город Блаце. Община Блаце состоит из 40 населённых пунктов, средняя площадь населённого пункта — 7,7 км².

## Статистика населения общины
| Год  | Население, чел. |
| ---- | --------------- |
| 1991 | 15697           |
| 2001 | 13861           |
| 2002 | 13702           |
| 2003 | 13503           |
| 2004 | 13336           |
| 2005 | 13185           |
| 2006 | 12995           |
| 2007 | 12780           |